# ソーラブロート

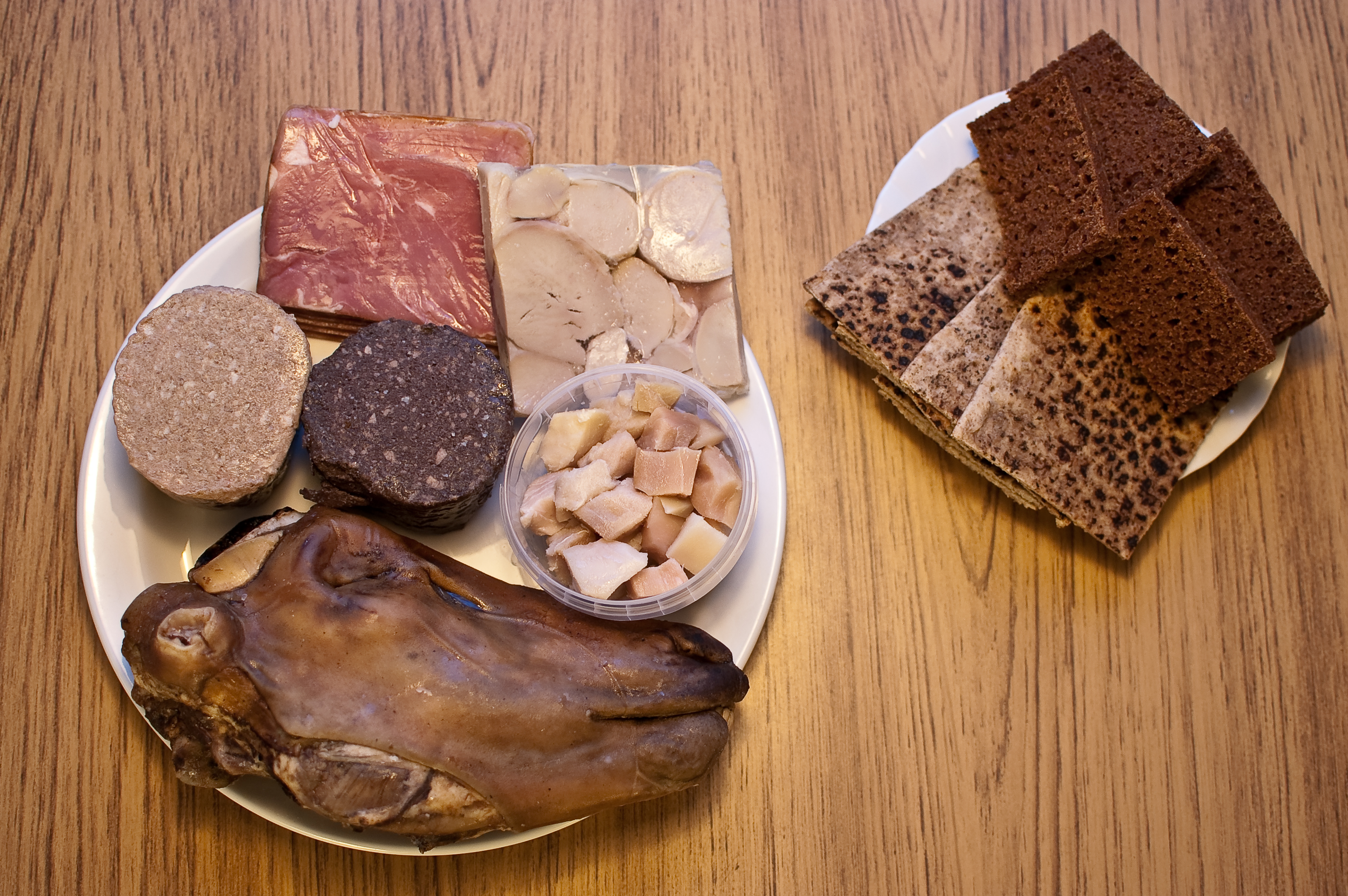
ソーラマトゥル。左の皿にハンギキョット、フリューツプンガル、リフラルピールサ、ブロウズミョール、ハウカール、スヴィズ。右の皿にルグブロイスとフラットブラウズ。

ソーラブロート（アイスランド語：Þorrablót、英語：Thorrablot）は、北大西洋の島の住民、特にアイスランド人による、ご馳走が出される祝宴である。
そこで食べられるのが、「ソーリ月(Þorri)の食物」という意味のソーラマトゥル（アイスランド語：Þorramatur、英語：Thorramatur）であり、アイスランド古来の国民的な料理である。
ソーリは北欧神話における霜や冬の擬人化で、古くからトール神と同一視され、アイスランドの旧暦の第四の月の名でもあった。本来のソーラブロートはソーリに生け贄を捧げる祭儀であったが、アイスランドのキリスト教化に伴い衰退した。19世紀のナショナル・ロマンティシズムの興隆と共に、ソーラブロートは真冬の祭りとして再興された。近代における最初のソーラブロートは1873年にコペンハーゲンでアイスランド人の学生たちが開催し、トールを讃えるための夕食を共にしながら演説や詩の朗読を行ったという。すぐにソーラブロートはアイスランドの伝統行事となり、特に独立運動に熱心な青年会や学生グループにより盛んに行われた。
今日のようなソーラマトゥルは、1958年にレイキャヴィークのナウスティズ（Naustið）というレストランが、アイスランド国立博物館に収蔵されている昔の木製のトラフに似せた食器を作り、当時すでに珍しくなっていた伝統食品を盛りつけたのが始まりである。

## ソーラマトゥル

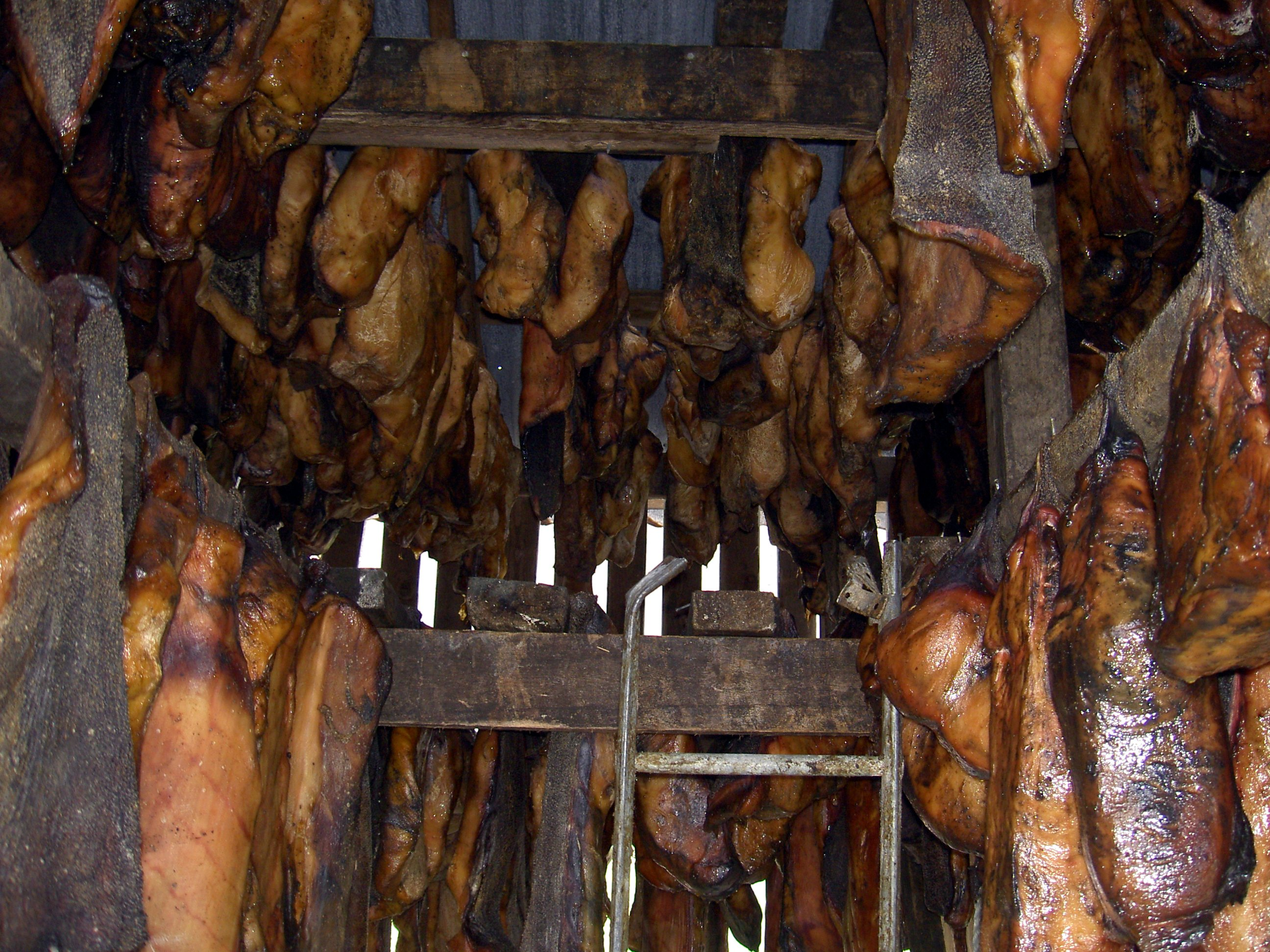
ケーストゥル・ハウカール

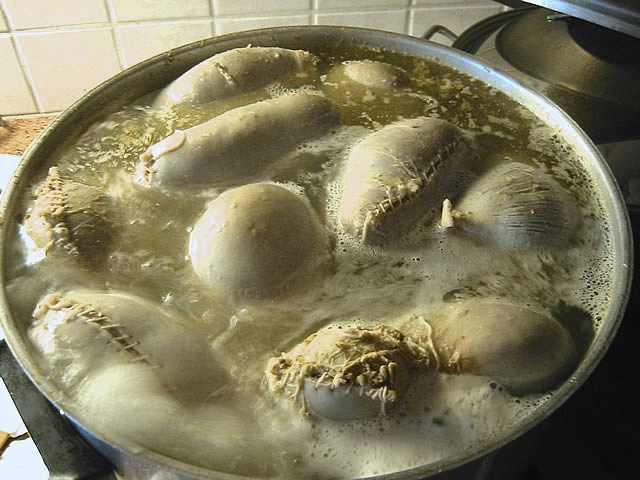
リフラルピールサ

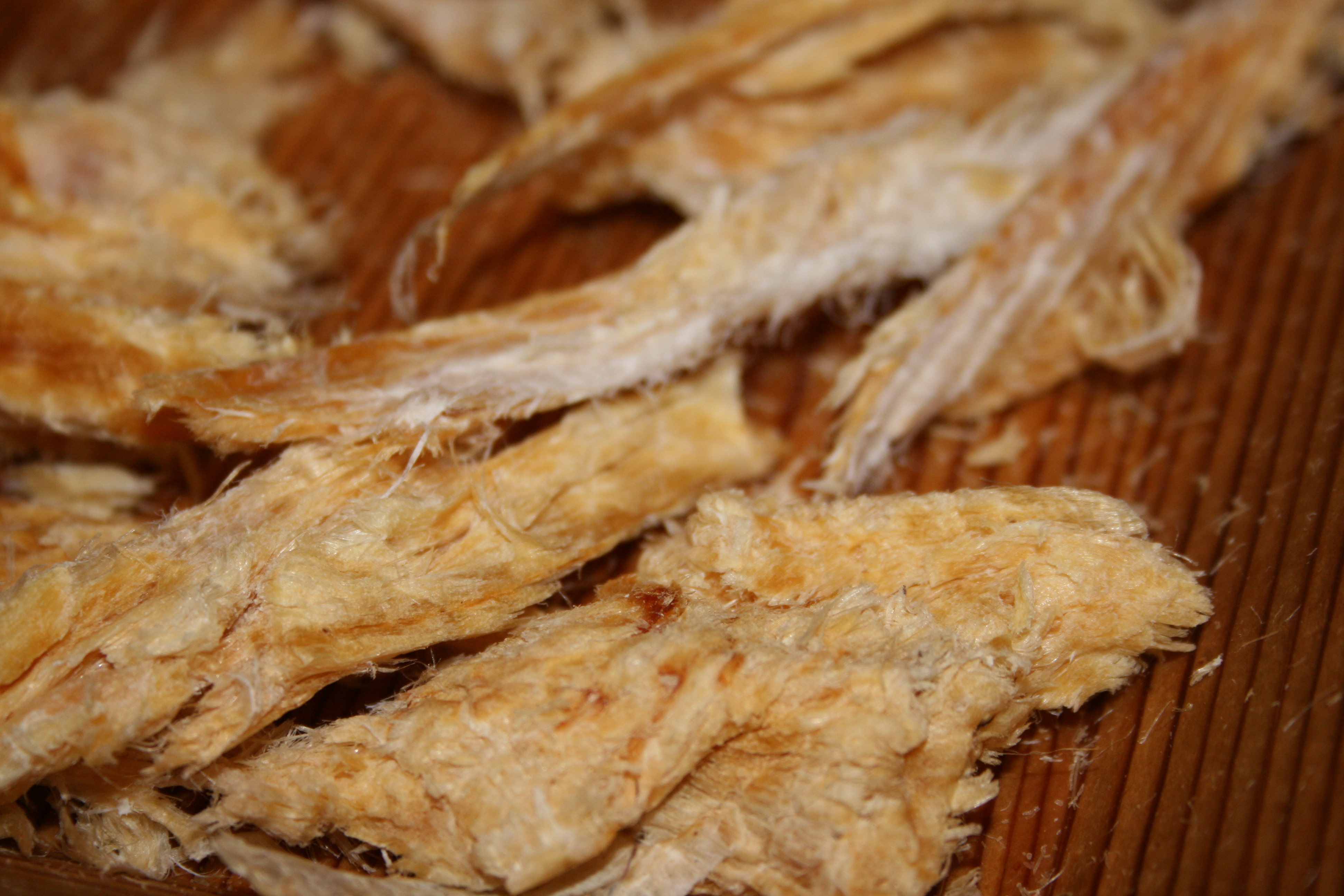
ハルズフィスクル

昔ながらの欠くことのできないソーラマトゥルの献立は以下の通りである。生鮮食品の手に入りにくい季節の祝宴のため、料理のほとんどは保存性の高いものである。
ケーストゥル・ハウカール (Kæstur hákarl)

腐敗臭の強い発酵したサメの肉。
スュールサジル・フリューツプンガル (Súrsaðir hrútspungar)
ヒツジの陰嚢（睾丸を含む）を熟成させたもの。
スヴィズ(Svið)
ヒツジの頭部を炭焼きにしたもの。
スヴィザスルタ (Sviðasulta)
前述のスヴィズのコンフィ。
リフラルピールサ (Lifrarpylsa)

ヒツジのレバーで作るソーセージ。
ブロウズミョール (Blóðmör)
一種のブラッドソーセージ。リフラルピールサと同じ製法で作られるが、血液が入っている。名称は「血と脂肪」の意で、またスラウトゥル（slátur、「虐殺」）とも呼ばれる。
ハルズフィスクル (Harðfiskur)

叩いて柔らかくした魚の干物。たいていはタラ、コダラまたはタイセイヨウオオカミウオ(Anarhichas lupus)である。バターを添えて供する。
ハンギキョット (Hangikjot)
子ヒツジの脚を燻したもの。「掛けられた肉」の意。
ルンダバッギ (Lundabaggi)
脂肪の多いヒツジのともばら肉を巻いて乳清に浸けたもの。
セルシュレイファル (Selshreifar)
アザラシもしくはオットセイの足ひれ。アザラシ等を料理の提供者自身が捕獲した場合のみ供される。
ルグブロイス (Rúgbrauð)
アイスランドの昔ながらのライ麦パン。蒸したセイット・ルグブロイス（Seytt Rúgbrauð）と焼いたオフンバカズ・ルグブロイス（Ofnbakað Rúgbrauð）がある。
フラットブラウズ（Flatbrauð）、フラットキョクール (Flatkökur)
ライ麦の平焼きパン。
カルトョフルスタッパ (Kartöflustappa)
マッシュポテト。
ローフスタッパ（Rófustappa）
マッシュしたルタバガ。
その他、乳清に浸けた鯨の脂肪などがある。
近年、若者を中心に伝統的なソーラマトゥルの料理を嫌う者が増えているため、レストランのソーラブロートでは鶏料理、ステーキ、ピザなども供されるようになった。しかし伝統的なソーラブロートの愛好者はこれを邪道と考えている。

## 楽しみ方
今日では、ソーラマトゥルは主に、1月半ばから2月半ばにあたる、北欧の旧暦でいう「ソーリ月」の期間、特に古代文化を再現する真冬のソーラブロートの祝宴において食されている。
「ソーリ月」の間、レイキャヴィークをはじめとするアイスランドの多くの地域のレストランではソーリのビュッフェ（バイキング形式での配膳）が提供され、たいへん人気がある。そこでは、多くの場合、トログ（Trog、樋）と呼ばれる木製の大皿の上にソーラマトゥルが盛りつけられる。
ソーラブロートの席においては、アイスランドの地酒「ブレンニヴィーン」（通称「ブラック・デス」）やウォッカがしばしば大量に消費される。
今日ではアイスランド中のほぼ全ての自治体だけでなく、職場や社交・親睦団体でもソーラブロートを催すため、アイスランド人にとってソーリ月の間に数回ソーラブロートに参加することも珍しくない。ほとんどの場合レストランにソーラマトゥルの仕出しを注文するが、参加者がトログに盛った料理を持ち寄る地域もある。ソーラブロートがソーリの次のゴーア（Góa）月にもつれ込むこともあり、その場合「ゴーアの祝宴」という意味のゴーウグレジ（Góugleði）と呼ばれる。

### 映画での描写
アイスランド映画『コールド・フィーバー』（フリドリック・トール・フリドリクソン監督、1995年）において、ソーラブロートの場面がある。人々が酒とソーラマトゥル、そしてダンスや歌を楽しむ様子が描かれている。
主人公（演：永瀬正敏）が入ったホテルのフロント係が、「アイスランドのご馳走が出る盛大な冬の祭りがある」と告げる。会場では、長方形の盆のような木製の大皿に盛りつけられている料理が、長テーブルの上にバイキング形式で並べられている。そこからおおぜいの客がそれぞれの取り皿にスプーンで好きな料理を取っている。主人公が今食べたのがヒツジの眼球だと教えた老人が彼にブレンニヴィーンを奢るが、グラスから何気なく飲んだ主人公がむせるほどの強い酒である。すっかり酔っぱらってから部屋に戻った主人公は、キツネ色に焼かれたヒツジの頭部をコートのポケットから取り出し、丸かじりする。